# 埃德蒙·鲁布拉
埃德蒙·鲁布拉（英語：Edmund Rubbra，1901年5月23日—1986年2月14日），英国作曲家。早年做过斯科特的私人学生，后又入雷丁大学师从霍尔斯特。鲁布拉的作品数量很多，其中最著名的是十一部交响曲，又以写作大量宗教音乐著称。他的风格在20世纪属于相当保守的一类，一定程度上有受英国民族乐派的影响。